# Die Kinderkrippe
Die Kinderkrippe (zur Unterscheidung von einem gleichnamigen Gemälde auch Die Kinderkrippe I) ist ein 1890 vollendetes Ölgemälde des Schweizer Malers Albert Anker (1831–1910), das seit 1951 im Museum Reinhart am Stadtgarten in Winterthur im Schweizer Kanton Zürich ausgestellt ist. Es zeigt das Innere einer Kinderkrippe im ehemaligen Gerberngraben in der südlichen Altstadt von Bern. Das Genrebild gehört zu den bekanntesten Werken Ankers und ist ein später Höhepunkt des Schweizer Realismus.

## Beschreibung
Das Bild zeigt das helle und saubere Zimmer einer Kinderkrippe aus der Perspektive eines Kindes. Der Boden ist aus Holzbrettern gefügt. An der tapezierten Wand links hängen zwei farbig gerahmte Stiche, der eine zeigt Jesus mit einer Kinderschar, der andere eine Familie bei Tisch. Am hohen weissen Schrank daneben hängt ein nicht lesbarer Spruch. Anschliessend, im Winkel, steht ein bemalter Kachelofen. Rechts hinten sieht man die Türe. Links im Vordergrund und in die Bildmitte ragend steht ein einfacher Holztisch, auf dem ein Fayencetopf steht. Darum sind zwölf Kinder im Alter von drei bis sechs Jahren beim Mahl gruppiert. Die älteren löffeln oder schlürfen ihre Suppe selbstständig aus Blechnäpfen, die jüngeren werden von einer Diakonisse, dem zentralen Bildmotiv, aus einem Porzellanteller gefüttert. Sie trägt die Schwesterntracht mit langer gestärkter Haube, sitzt auf einem breiten Zungenstuhl und ist ganz in ihre Arbeit vertieft. Ein Mädchen an der Stirnseite des Tisches hat Zahnschmerzen und trägt einen Wickel. Der Knabe neben ihr schläft. Ein dreizehntes Kind sitzt mit seinem Tellerchen einsam im Hintergrund, vielleicht auf der Strafbank.

## Geschichte

### Ankers Spätwerk

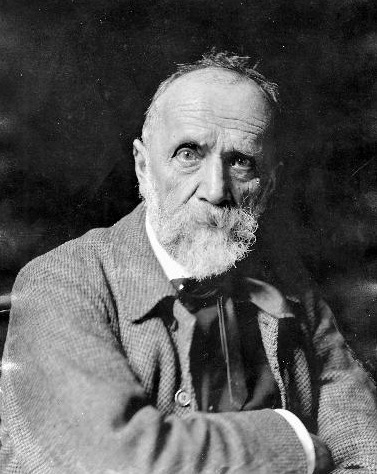
Albert Anker um 1900

Seit Anker von 1854 bis 1860 Malerei bei seinem Kompatrioten Charles Gleyre in Paris studiert hatte, war die französische Kunstmetropole ein Mittelpunkt seines Lebens geblieben. Zwar hatte er nach dem Tod seines Vaters 1860 das Familienhaus in Ins übernommen und sich hier auch sogleich ein Atelier eingerichtet, die Wintermonate hatte er aber weiterhin in Paris verbracht. Erst 1890, mit bald 60 Jahren, gab er Wohnung und Atelier in Frankreich ganz auf und lebte und arbeitete fortan allein im Berner Seeland. Dieser Schritt markierte den Beginn seines Spätwerks, das noch sieben grosse vielfigurige Gemälde hervorbrachte. Den Auftakt bildete Die Kinderkrippe. Neben Der Geltstag (1891), Die Armensuppe II (1893), Die Dorfschule von 1848 (1896) und dem letzten, unvollendet gebliebenen Bild Die Konfirmandinnen von Müntschemier (1901) finden sich in dieser Zeit zwei weitere Gemälde, welche die Kinderkrippe in der Stadt Bern zeigen. 1901 erlitt Anker einen Schlaganfall und fertigte bis zu seinem Tod 1910 keine grösseren Gemälde mehr.

### Die Kinderkrippe am «Gerberngraben»

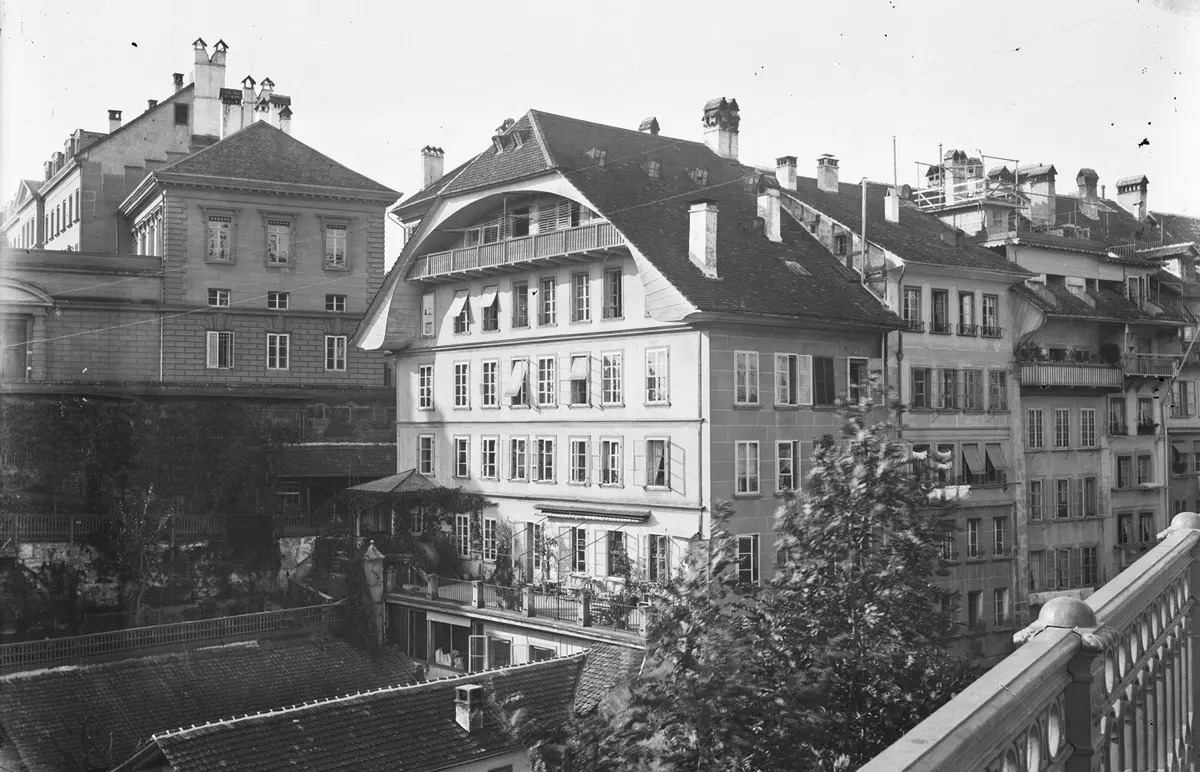
Die Gerberngraben-Häuser um 1900, links im Hintergrund die Münzstätte

Zu Ankers Zeiten existierte unweit des heutigen Bundeshauses – bei der 1883 eingeweihten Kirchenfeldbrücke, zwischen dem Hotel Bellevue Palace (damals stand hier die Münzstätte) und dem 1809 eröffneten Casino Bern – noch ein tiefer Geländeeinschnitt. An dessen Westseite lagen aussergewöhnlich hohe Häuser, deren Dächer fast an diejenigen der umliegenden Gebäude reichten. Schmale Brücken verbanden die oberen Stockwerke mit der Stadt. Weil hier bis ins 19. Jahrhundert Gerber angesiedelt waren, nannte man das Gelände den «Gerberngraben», und auch wenn dieser seit 1882 offiziell «Münzgraben» hiess, hielt sich dieser Name im Volksmund. Die Bewohner, arme Arbeiter und Handwerker, lebten in kleinen, dumpfen Wohnungen, auch tagsüber war es düster in dem schmalen westlichen Strässchen. Zwischen 1935 und 1937 wurden die Häuser abgerissen und der Graben aufgefüllt. Es entstanden das Parkhaus Casinoparking und der erweiterte Casinoplatz.
1876 gründete das Berner Diakonissenhaus im Gerberngraben eine Kinderkrippe, in der Kinder im Alter von 14 Tagen bis 4 Jahren tagsüber von einer evangelisch-reformierten Diakonisse betreut wurden. Das Angebot richtete sich an arme Familien, in denen auch die Frauen arbeiten mussten. Sie konnten die Kinder deswegen nicht selbst betreuen und aus finanziellen Gründen auch nicht von einem privaten Kindermädchen fremdbetreuen lassen. Die Krippe zog 1896 oder 1897 an den Frickweg 28 in der Matte (Schwarzes Quartier), weswegen in Bildinterpretationen bisweilen auch anachronistisch von der «Mattenkrippe» die Rede ist.

### Bildentstehung
Bern, die junge Schweizer Bundesstadt und Hauptstadt des gleichnamigen Kantons, war neben Ins und Paris ein weiterer wichtiger Referenzpunkt in Ankers Leben. Einerseits führten ihn seine verschiedenen Ämter und Tätigkeiten (er war beispielsweise seit 1888 Mitglied der Eidgenössischen Kunstkommission) regelmässig nach Bern, andererseits auch zwei seiner engsten Freunde, die hier wohnhaft waren. Beide waren gebürtige Franzosen: Der christkatholische Theologe Eugène Michaud (1839–1917) lehrte seit 1876 Dogmatik und Kirchengeschichte an der Universität Bern, und der Architekt Horace Edouard Davinet hatte seit 1876 sein Büro in Bern und plante hier die Überbauung des Kirchenfelds.
Bei einem Spaziergang wurde Anker 1889 durch die draussen spielenden Kinder auf die Gerberngraben-Krippe aufmerksam und fragte die Diakonisse, ob er die Krippe skizzieren dürfe. Einige dieser Skizzen sind erhalten. Sie zeigen die Diakonisse beim Füttern, Einzelstudien von Säuglingen und Kleinkindern und den grossen Suppentopf auf dem Tisch. Später berichtete er seinem Jugendfreund François Emile Ehrmann einmal, er habe auch an einem Sonntag skizziert, als niemand anwesend gewesen sei. Die Skizze des leeren Innenraums ist ebenfalls erhalten. Im Dezember 1889 fertigte er einen ersten Kohleentwurf in Grossformat an. Das Alter der auf diesem Studienmaterial dargestellten Kinder entspricht dem zu erwartenden bis maximal 4 Jahre. Dass die Kinder auf dem finalen Gemälde teilweise deutlich älter sind, erklärt sich daraus, dass Anker für sie und auch die Diakonisse Einwohner von Ins und seiner Umgebung zum Modell nahm. Hierfür stellte er Ölstudien her. Anker arbeitete monatelang am Gemälde. Am 6. Juli 1890 berichtete er Ehrmann in einem Brief:

«Je travaille à mon tableau de la ‹Crèche›, j’ai toujours de petits modèles dont la présence m’amuse et m’égaie, je voudrais, dans ma vie, n’avoir pas besoin d’autres modèles, excepté quelque vieux qui me raconte des histoires d’autrefois.»

«Ich arbeite an meinem Krippen-Bild, ich habe immer kleine Modelle, deren Anwesenheit mich amüsiert und erheitert. Ich wollte in meinem Leben keiner anderen Modelle bedürfen mit Ausnahme einiger Alter, die mir Geschichten von einstmals erzählen.»

Anker vollendete das Gemälde noch 1890 und verkaufte es im selben Jahr. Der Kinderkrippe im Gerberngraben blieb er sehr verbunden. Schon im Februar 1890 schenkte er ihr zum Dank eine seiner Skizzen im Wert von etwa 100 Franken und äusserte in mehreren Briefen an Michaud und Davinet seine Sorge, dass die Diakonisse das Geld für sich behalten und es nicht an die Kinder gelangen könnte. 1894 schenkte er der Krippe eine Kopie des Gemäldes.

### Die Modelle

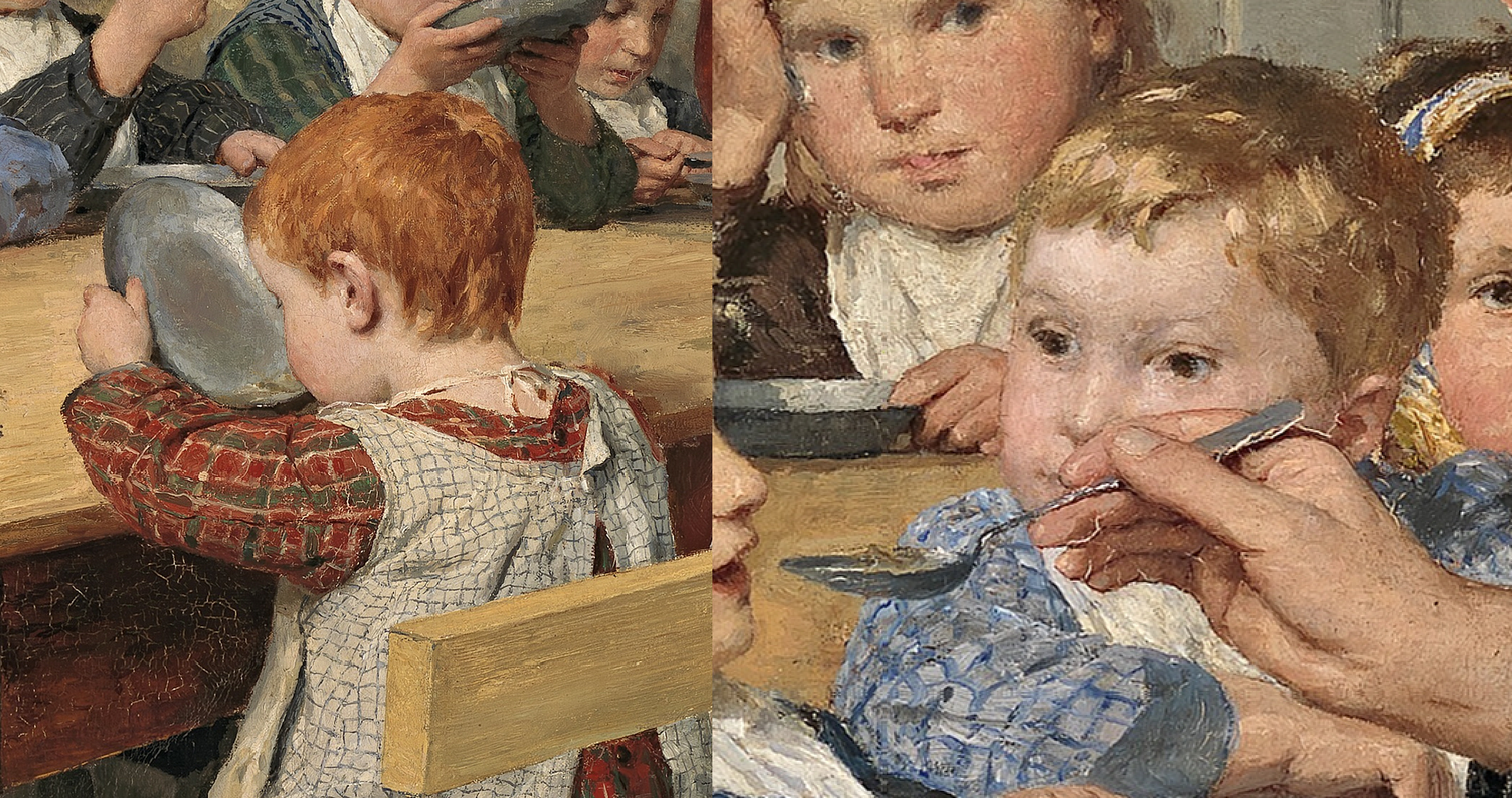
Für diese beiden Kinder soll Ankers Enkelin Elisabeth Oser Modell gestanden haben

Ankers Lieblingsenkelin Elisabeth Oser (1888–1982) berichtete, sie sei das Modell für das rothaarige Mädchen links auf der vorderen Bank gewesen. Weil Anker sie auch als Vorlage für das durch die Hand der Diakonisse teilweise verdeckte Kind verwendet habe, habe er ihre Haarfarbe für das erste Mädchen geändert. Diese Informationen überlieferten sowohl Lidia Brefin-Urban (1914–1990) als auch Ankers Ururenkel Matthias Brefin (* 1943). Oser war zum Entstehungszeitpunkt höchstens 2 Jahre alt.
Über die Diakonisse kursieren gleich mehrere Anekdoten. Der langjährige Hausmeister des Reinhart-Museums, Othmar Eichmann, behauptete 1978, eine alte Besucherin habe sich ihm gegenüber einst als Augenzeugin offenbart, die anwesend gewesen sei, «als Anker die Diakonissin habe malen wollen». Diese habe sich jedoch «wegen ihrer nicht ganz sauberen Haube geschämt», woraufhin Anker «geschwind eine Haube aus Zeichnungspapier gefaltet» habe. Deswegen sei «die Haube auf dem Bild ganz deutlich zu lang und etwas steif». Dasselbe berichtete unabhängig davon auch Lidia Brefin-Urban, die aber gewiss keine Augenzeugin war, dem Historiker Franz Zelger. Peter Wegmann vermutet, Anker habe die schmutzige Haube trotzdem auf dem Stuhl hinter dem Rücken der Diakonisse «als weissen Akzent» gemalt.
Die echte Diakonisse könnte eine gewisse «Fräulein Marie Bergmann» gewesen sein, die zwischen 1891 (für 1890 ist kein Adressbuch auffindbar) und 1906 als Lehrerin an der «Kleinkinderschule» am Unteren Münzgraben und dann am Frickweg in der Matte verzeichnet ist. Auch der Name des im finalen Gemälde dargestellten Inser Modells ist bekannt. Emanuel Friedli schilderte 1914 im vierten Band seines dialektologischen Monumentalwerks Bärndütsch als Spiegel bernischen Volkstums, den er Ankers Heimatdorf Ins widmete, den lebhaften Eindruck, den die Bilder bei der Bevölkerung hervorriefen, welche die Modelle sogleich erkannte. Dabei eröffnete Friedli auch den Namen des Modells für die Diakonisse («Schwester»):

«Wer i däm hundertfränkigen Ankeralbum äi Heliogravüren um die anderi aaluegt, oder numma scho i der illustrierte Gotthelf-Uusgaab, oder i der Schwizerg’schicht vom Sutz bletteret, rüeft uf en erste Blick: eh, das isch ja dee ut dee! Da der ‹Zinsheer› isch der Notar Sigri, […] u d’s Niggi Eliis isch als di lieplichi ‹Schwester› i der ‹Krippe› uufg’figüürt.»

«Wer im hundert Franken teuren Anker-Album eine Heliogravüre um die andere anschaut oder nur schon in der illustrierten Gotthelf-Ausgabe oder in der Schweizer-Geschichte von [Johannes] Sutz blättert, ruft auf den ersten Blick: ‹Ha, das ist ja der und der! Der ‹Zinsherr› da ist der Notar Sigrist, […] und ‹das Niggi Eliis› ist als die liebliche ‹Schwester› in der ‹Krippe› abgebildet.»

Bei «Niggi Eliis» wird der Nachname, wie in den ländlichen Gebieten des süddeutschen Raums häufig, zuerst genannt. Das Schweizerische Idiotikon verzeichnet die Variante «Niggi» für den Namen «Niklaus» als charakteristisch für das Berner Seeland, in dem auch Ins liegt. Der Nachname «Niklaus» wiederum ist in Ins’ östlichen Nachbarorten Brüttelen, Treiten und Müntschemier alteingesessen. Es muss sich also um eine «Elisabeth Niklaus» handeln.

### Die weiteren Krippenbilder

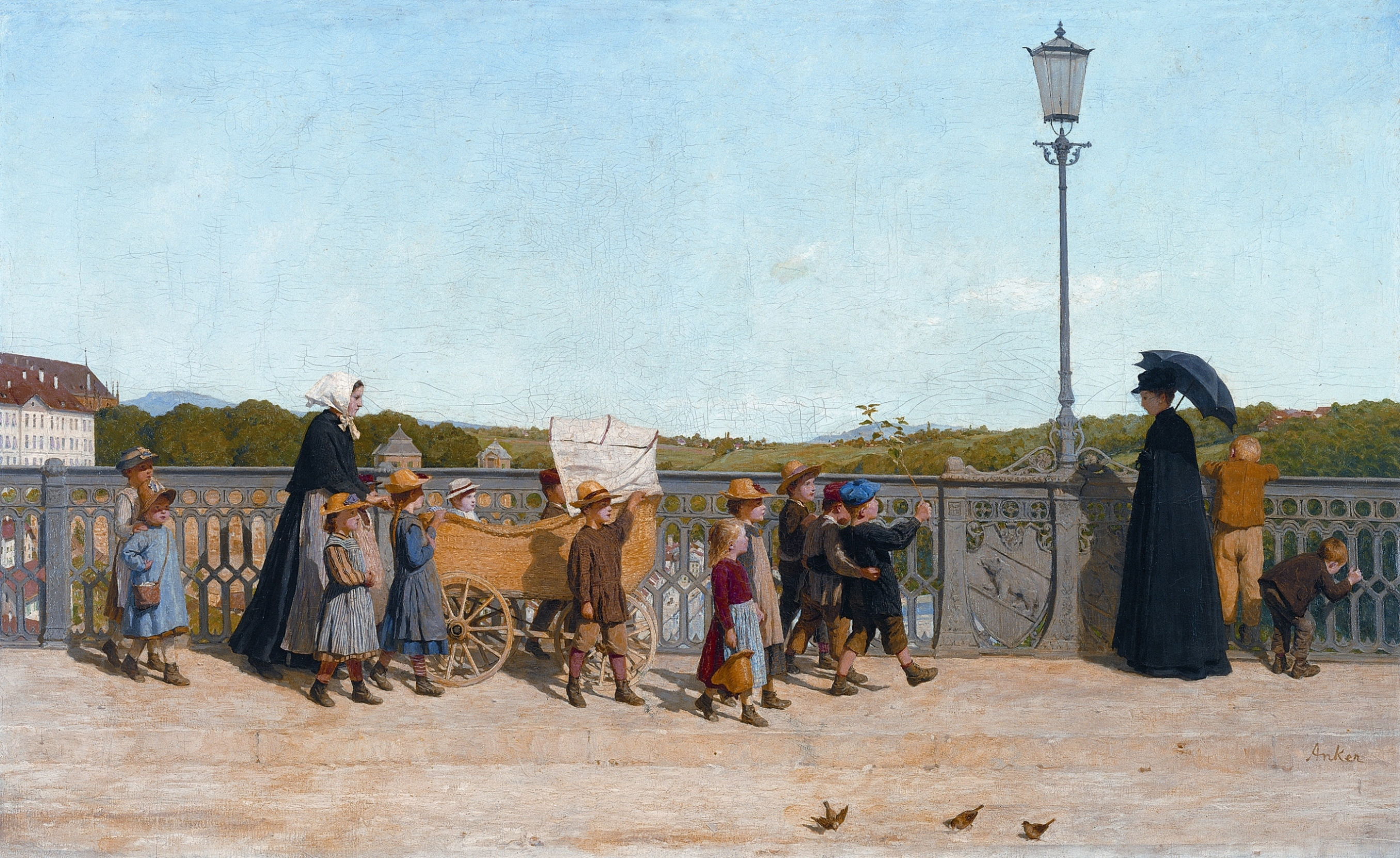
Albert Anker: Kleinkinderschule auf der Kirchenfeldbrücke, 1900

Anker beschäftigte sich noch in zwei weiteren Alterswerken mit dem Krippenkindermotiv. 1894 vollendete er ein zweites Bild, das die Kinder im selben Raum unter der Aufsicht derselben Diakonisse beim Spielen zeigt. Die Bauklötze darauf waren 1837 von Friedrich Fröbel für den Kindergarten entwickelt worden und vorwiegend in Städten anzutreffen. Auch das Kind mit Zahnschmerzen ist wieder abgebildet, die Diakonisse reicht ihm einen schmerzlindernden Kräutertee. Anker verkaufte das Gemälde an die Mäzenin Madame Léon Gallet-Nicolet († 1926) aus La Chaux-de-Fonds. 1962 geriet es in Zürcher Privatbesitz und ist heute Teil der Sammlung von Christoph Blocher.

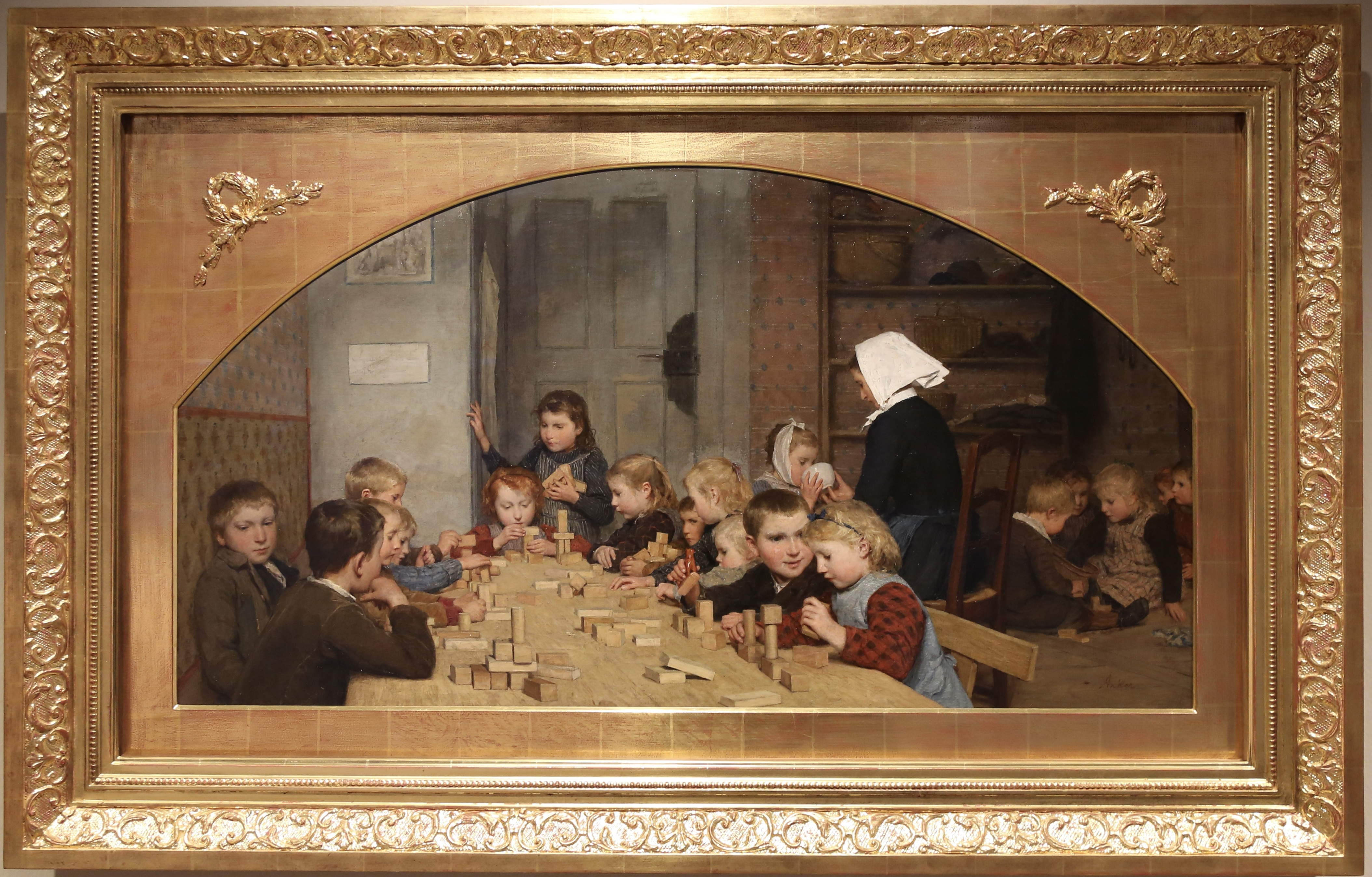
Albert Anker: Die Kinderkrippe II, 1894

1892 hatte Anker ein Gemälde begonnen, das einen Spaziergang der Krippe (wieder mit derselben Diakonisse) auf der nahen Kirchenfeldbrücke zeigt, es dann aber liegen gelassen. Erst am 27. Oktober 1900 nahm er die Arbeit daran wieder auf und beendete sie am 18. Dezember desselben Jahres. Der deutsche Titel Kleinkinderschule auf der Kirchenfeldbrücke ist irreführend, auf Französisch heisst das Bild La crèche en promenade («Die Kinderkrippe beim Spazieren»). Anker hat vermutlich nicht zwischen Krippe und Kindergarten («Kleinkinderschule») unterschieden. Das Bild hat kein typisch städtisches Gepräge, von Bern ist kaum etwas zu sehen, und nur «das moderne gusseiserne Brückengeländer mutet städtisch an». Es handelt sich um Ankers letztes fertiggestelltes Gemälde, kurze Zeit später erlitt er einen Schlaganfall. Hans Christoph von Tavel konstatiert dem Bild «eine stille Präsenz des Todes im strahlenden Nachmittagslicht» und sieht eine Reminiszenz an die Arkadienbilder von Nicolas Poussin. Über den Kunsthändler Fritz Nathan kam es 1944 an die Gottfried Keller-Stiftung und ist heute im Kunstmuseum Bern ausgestellt.

## Deutung

### Pädagogik

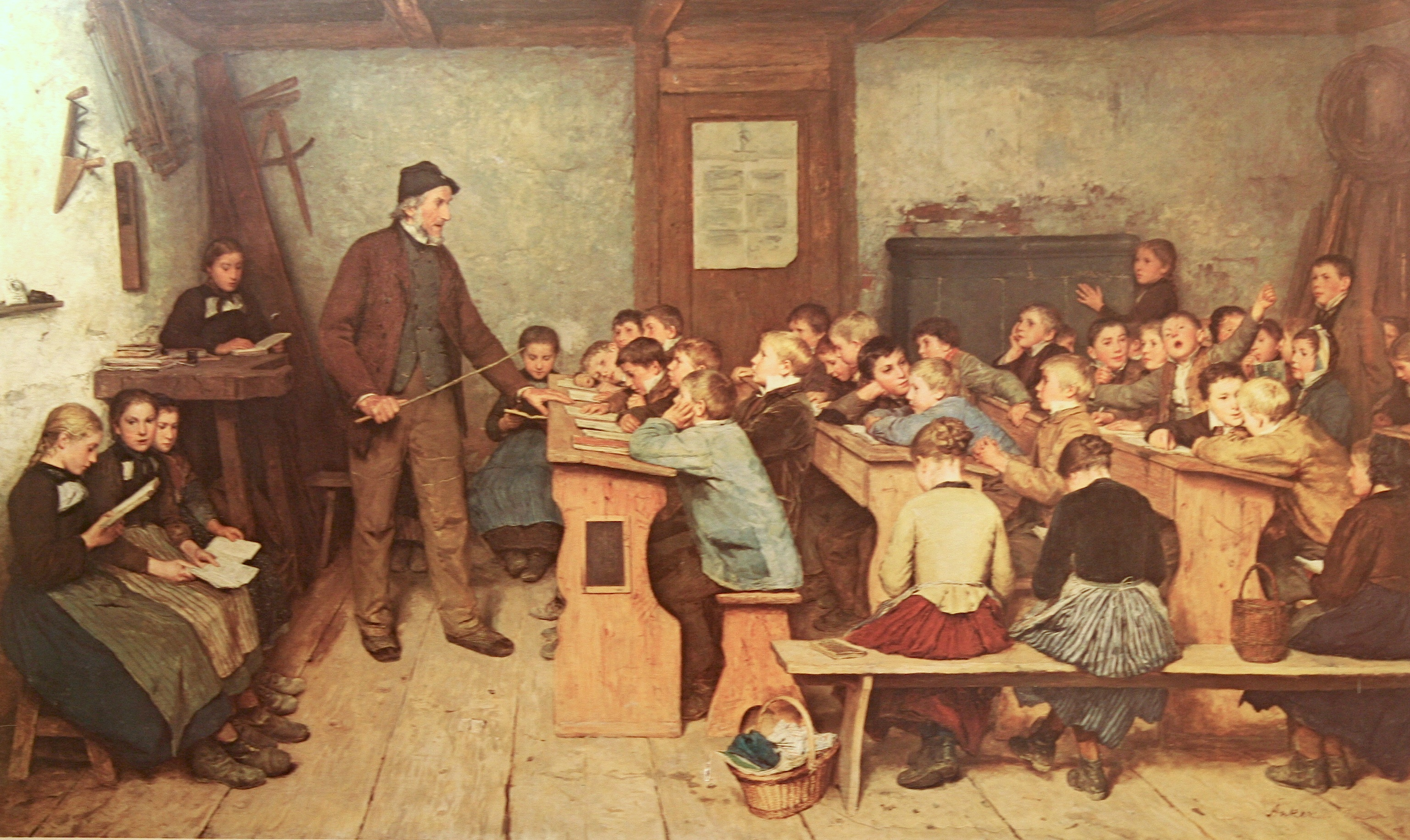
Albert Anker: Die Dorfschule von 1848, 1896

Anker setzte sich aktiv mit pädagogischen Fragen auseinander, und der Einfluss von Jean-Jacques Rousseau, Johann Heinrich Pestalozzi (dem er 1870 das Gemälde «Heinrich Pestalozzi und die Waisenkinder von Stans» widmete) und dessen Schüler Friedrich Fröbel (dem Begründer des Kindergartens) auf seine Kinderbilder, die den Grossteil seines Werks ausmachen, ist umfangreich dokumentiert. Von Anfang an malte er auch Bilder, die explizit pädagogische Szenen zum Gegenstand hatten. Mit der Dorfschule im Schwarzwald gelang ihm 1958 sein Durchbruch. Das Bild diente später als Vorlage für die Dorfschule von 1848 (1896), eine Auftragsarbeit zur Illustration von Jeremias Gotthelfs Roman «Leiden und Freuden eines Schulmeisters». In diesen Schulbildern erscheint die Lehrerfigur als autoritär und ist karikaturesk verzerrt. In der Turnstunde in Ins (1879) zeigt Anker gar militärisch anmutenden Drill der Schüler. All dies widersprach seinen reformpädagogischen Vorstellungen einer empathischen, partnerschaftlichen Zuwendung zum Kind als kreativem Wesen, einer «Pädagogik vom Kinde her». Die Krippenbilder bilden zu diesen Schulbildern eine Antithese und verkörpern ein pädagogisches Ideal.

### Sozialkritik vs. Idyll
Verschiedentlich wurde Anker schon vorgeworfen, eine «heile Welt» zu malen, die die Realität verkläre. Tatsächlich war er kein Naturalist, weder verlangten seine Auftraggeber noch beabsichtigte er selbst eine offene Darstellung und Kritik an sozialen Verhältnissen, wie sie beispielsweise Gustave Courbet oder Jean-François Millet pflegten, was ihm seine «affirmative und idealistische christliche Weltanschauung» untersagte. Gleichzeitig sind Werke wie «Die Kinderkrippe» durch ihren Kontext aber ein Index auf ebendiese Verhältnisse, schliesslich stammen die Krippenkinder aus prekären Verhältnissen und wären ohne die Wohlfahrt verwahrlost.

### Religion
Zwischen 1851 und 1854 hatte Anker Theologie studiert, und der christliche Glaube bildete in der Folge stets «einen entscheidenden Hintergrund zu Ankers Kunst». Bereits das Sujet von «Die Kinderkrippe» ist religiös, schliesslich ist die zentrale Figur – anders als die profanen männlichen Lehrerfiguren in den Schulbildern – eine Frau des Glaubens, und das Bild zeigt ihr wohltätiges Wirken auf der Grundlage christlicher Barmherzigkeit.

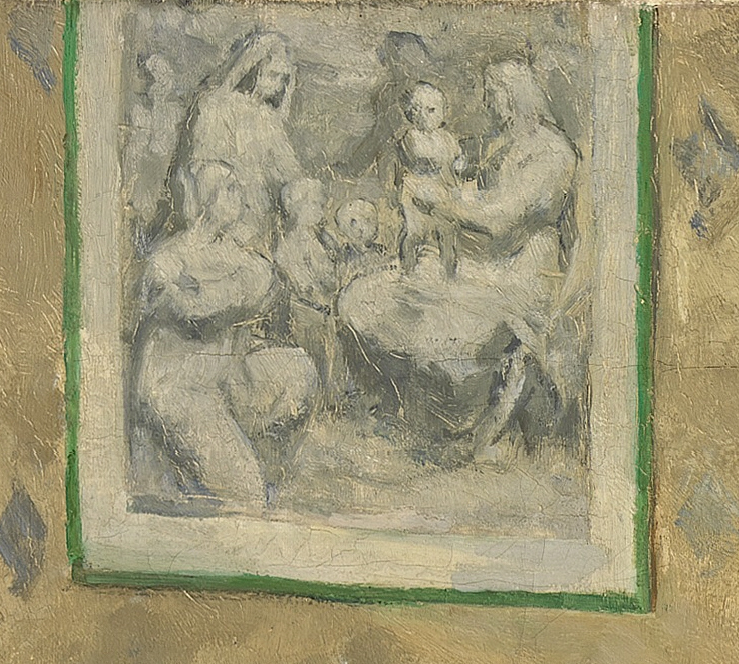
Detail: Der religiöse Kupferstich an der Wand

Betont wird diese christliche Thematik durch den Kupferstich an der Wand, der die Kindersegnung Jesu darstellt. Es handelt sich dabei um eine Episode, die in allen drei synoptischen Evangelien erzählt wird und die Wertschätzung der Kinder im Christentum begründet hat. Als Kinder zu Jesus gebracht werden, wollen seine Jünger sie zunächst vertreiben. Jesus aber weist sie mit den Worten zurecht: «Lasset die Kinder zu mir kommen und wehret ihnen nicht, denn solchen gehört das Reich Gottes» ((Mk 10,14 )), herzt die Kinder und erteilt ihnen seinen Segen. Wegmann folgert, dass dieser Segen vermittels des Stichs auch den Kindern in der Krippe gelte, «denen somit ein höherer Schutz zuteil geworden ist».
Der sprachliche Gebrauch von «Krippe» für die karitative Einrichtung beruht etymologisch auf der Darstellung der Heiligen Familie mit dem Jesuskind in der Krippe. Wohl davon ausgehend insinuiert der Pfarrer Ueli Tobler eine weitere religiöse Botschaft in Ankers Bild: Die Kinderkrippe spiegle wie die Krippe Jesu die Menschlichkeit und das Herz Gottes und deute auf die Weihnachtsgeschichte.

### Stadt vs. Land
1856 hatte Anker als 25-Jähriger in einem Brief angekündigt, er wolle künftig seinen Lebensunterhalt mit dem Malen von «kleinen Dorfgeschichten» verdienen. Hans Christoph von Tavel setzte diese mit den 30 vielfigurigen Genrekompositionen aus dem Werkkatalog gleich, die «das repräsentative Rückgrat von Ankers Werk» ausmachten. In der Liste der «Dorfgeschichten», die Tavel präsentierte, finden sich auch die drei Krippenbilder, die aber eine ausschliesslich städtische Institution zeigen. Auf dem Land wurden die kleinen Kinder von den Grosseltern und den älteren Geschwistern betreut. Durch die Landflucht im ausgehenden 19. Jahrhundert wurden diese althergebrachten Familienbanden zerrissen, die Grosseltern zogen nicht mit in die Stadt, und die grösseren Kinder mussten ebenfalls arbeiten. Erst dadurch wurden Kinderkrippen überhaupt nötig. Malinee Müller stellt fest, dass «insbesondere die beiden ersten Bilder eine ländliche Stimmung» atmen und Anker mit seinem Vorgehen, ländliche Modelle in die städtischen Krippen zu integrieren, «die Stadt zum Dorf werden lässt». Anker weise damit einerseits «auf die Schattenseiten der ländlichen Gesellschaft des ausgehenden 19. Jahrhunderts, auf Armut und Landflucht» hin und zeige andererseits «eine gewisse Offenheit […] gegenüber der Moderne und deren Antworten auf die Herausforderungen der neuen Zeit».
Gemäss Peter Wegmann widerspiegelt sich der Dualismus von Stadt und Land auch in der Farbgebung. So seien Ankers «ländliche» Bilder dunkler und die «städtischen» Bilder wie auch «Die Kinderkrippe» heller gestaltet.

### Spiegelsymbolik
Ueli Tobler weist auf die verschiedenen Spiegel im Bild hin. Das rothaarige Mädchen betrachte sein Spiegelbild im leeren Teller, das gefüttert werdende Kind sehe sich im grossen Suppenlöffel, ebenso die Diakonisse, die «verlegen ihr schönes jugendliches Gesicht» darin erblicke. Tobler interpretiert diese Symbolik als «Herzensspiegel», in dem sich der Charakter des Menschen offenbare.

## Provenienz

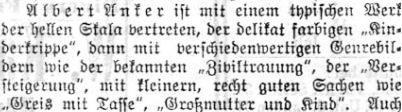
Die Neue Zürcher Zeitung berichtete 1910 ausführlich über den Verkauf der Sammlung La Roche-Ringwald (Ausschnitt über die Anker-Werke aus dem Artikel vom 15. Mai)

Albert Anker verkaufte das Gemälde unmittelbar nach der Fertigstellung 1890 dem Basler Millionär Louis La Roche-Ringwald (1843–1921), dem er drei Jahre zuvor bereits Die Ziviltrauung angetragen hatte. 1891 malte er auch Der Geltstag für ihn. La Roche hatte sich seit 1877 eine üppige Privatsammlung mit schweizerischer und deutscher Kunst, darunter Werken von Böcklin, Koller, Zünd, Lenbach, Thoma und Liebermann, angelegt, für die er 1895 eigens eine Galerie mit Oberlicht an seine Villa am Steinenring 23 anbauen liess. Als seine Tochter Julie La Roche (1877–1905) im Januar 1896 mit dem russischen Baron Smirnoff durchbrannte und sich insgeheim in England vermählte, spürte er sie auf und liess sie in eine «Irrenanstalt bei Kreuzlingen» sperren. Sie konnte fliehen und verklagte den Vater auf die Herausgabe von 1 Million Franken. 1898 kam es zu einem sensationellen Prozess, und La Roche war ein erstes Mal gezwungen, Teile seiner Sammlung zu liquidieren. So verkaufte er am 25. November 1898 Arnold Böcklins Selbstbildnis mit fiedelndem Tod an die Berliner Nationalgalerie, was bei Bekanntwerden für einen Aufschrei in der Schweiz sorgte. La Roche musste dem Kunstmuseum Basel geloben, es künftig umgehend zu benachrichtigen, «wenn ihm von auswärts ein Angebot gemacht werden sollte, damit die nötigen Schritte getan werden könnten, um das Bild der Vaterstadt zu erhalten». Trotzdem verkaufte er 1901 erneut in aller Heimlichkeit zwei weitere Böcklin-Werke ins Ausland (Zentaur in der Dorfschmiede an die Ungarische Nationalgalerie und Die Tritonenfamilie an das städtische Museum in Magdeburg), und die allgemeine Empörung steigerte sich in geifernden Hass gegen den «unpatriotischen» Sammler. 1910 brach La Roche seine Zelte in Basel ab, veräusserte sein Haus und liess den Grossteil seiner Sammlung (etwa 60 Bilder) verkaufen. Dafür öffnete er ab dem 17. Mai 1910 seine Galerie für Interessierte. Die Kinderkrippe gehörte zu jenen besonders kostspieligen Werken, die Anfang Juni noch keinen Käufer gefunden hatten, und wurde in einem «Schlussverkauf» vom 8. bis 20. Juni erneut angepriesen. Ob es hier bereits erworben wurde oder ob es mit anderen Gemälden in die Versteigerung kam, die ab dem 29. November 1910 in Berlin abgehalten wurde, ist nicht nachvollziehbar. Bei der Versteigerung wurden jedenfalls enorme Preise erzielt, so entrichtete das Museum der bildenden Künste Leipzig 75'000 Mark für Wilhelm Leibls Die Spinnerin.
Die Kinderkrippe blieb in der Schweiz. Das Bild wurde von Pauline Sprecher-Wirth (1859–1950) aus Zürich erworben und gelangte zu einem unbekannten Zeitpunkt an Fritz Leuthold (1881–1954), Direktor und Verwaltungsrat der Zürcher Grands Magasins Jelmoli SA, und dessen Frau Alice Leuthold geb. Sprecher. Das Ehepaar war seit 1911 eng mit Hermann Hesse befreundet und stellte ihm 1925–1932 sein «Zürcher Winterquartier» am Schanzengraben 31 zur Verfügung.
1950 verkaufte Fritz Leuthold das Bild an den Winterthurer Kunstsammler Oskar Reinhart. Da es sich um das Todesjahr der ursprünglichen Besitzerin handelt (sie starb am 21. März 1950), dürfte Leuthold dabei einfach als Nachlassverwalter seiner Verwandten geamtet und das Bild nie länger besessen haben.
Im Jahr darauf wurde die Stiftung Oskar Reinhart im ehemaligen Knabenschulhaus an der Stadthausstrasse in Winterthur der Öffentlichkeit übergeben. Die Neuen Zürcher Nachrichten feierten die Einweihung 1951 als das «seit Jahren grösste Ereignis im schweizerischen Kunstleben». Dem Artikel stand die Abbildung der Kinderkrippe als eines der wichtigsten Werke der Sammlung vor, über das es hiess:

«Das Bild ‹Die Kinderkrippe›, das wir hier reproduzieren, […] befand sich lange Zeit hindurch in Zürcher Privatbesitz. Und nun, da es wieder der Öffentlichkeit zugänglich ist, staunt man über seine künstlerische Wahrheit und Wärme, die es – nicht nur im Thema – beinahe als ein Werk unserer eigenen Zeit erscheinen lässt.»

## Vermittlung und Rezeption
Da sich Die Kinderkrippe wie die meisten Werke Ankers in Privatbesitz befand, war das Bild der Öffentlichkeit bis 1951 im Original kaum zugänglich. Zwischen 1891 und 1911 wurde es viermal öffentlich ausgestellt, danach für 40 Jahre nie mehr.
La Roche-Ringwald liess es vom 29. November bis am 31. Dezember 1891 an der Siebenten Ausstellung schweizerischer Künstler in der Kunsthalle Basel zeigen. 1896 wurde es an der Schweizerischen Landesausstellung in Genf zusammen mit anderen hervorragenden Werken «moderner Kunst» (u. a. von Amiet, Boissannas, A. Giacometti, Hodler) ausgestellt. Als La Roche-Ringwald seine Sammlung verkaufte und die Galerie einem interessierten Publikum öffnete, war es vom 17. Mai 1910 an ebenfalls für kurze Zeit zugänglich. Die Familie Sprecher lieh es vom 7. Mai bis am 5. Juni 1911 an das Kunsthaus Zürich aus, das es im Rahmen der Ausstellung Albert Anker, einer Hommage an den eben verstorbenen Künstler, zeigte.
Ansonsten war das Bild lange Zeit fast ausschliesslich über Reproduktionen zugänglich, die generell Ankers beispiellose Beliebtheit in der Schweiz begründeten. Zentral für diese frühe Popularisierung von Ankers Schaffen war der Verleger Frédéric Zahn, den Anker selbst abgrundtief hasste. Zahn veröffentlichte 1896 grossformatige Heliogravüren von vier Gruppenbildern Ankers à 15 Franken: Der Grossvater erzählt eine Geschichte (1884, heute im Kunstmuseum Bern), Die Ziviltrauung (1887, heute im Kunsthaus Zürich), Die Dorfschule von 1848 (1896, heute im Kunstmuseum Basel) und Die Kinderkrippe. Um 1900 folgte beim selben Verleger das berühmte Album Anker mit 40 Heliogravüren im Folioformat. Auch hier war Die Kinderkrippe vertreten.
Pro Juventute gab im Dezember 1924 eine Serie von fünf farbigen Ansichtskarten mit Anker-Motiven heraus, darunter befand sich auch eine Reproduktion von Die Kinderkrippe.
Zwischen 1993 und 1995 war das Bild Teil einer Wanderausstellung mit Meisterwerken der Stiftung Oskar Reinhart und kam so nach Berlin (Alte Nationalgalerie, 1993), Los Angeles (County Museum of Art, 1993/94), New York (Metropolitan Museum, 1994), London (National Gallery, 1994) und Genf (Musée d’art et d’histoire, 1994/95).
Im Nachgang zur Sonderausstellung Hodler Anker Giacometti (2015–2016) im Museum Oskar Reinhart, in der Gemälde aus der Privatsammlung des strittigen SVP-Politikers Christoph Blocher gezeigt wurden, beklagte sich Helene Arnet im Tages-Anzeiger, dass die Person Blochers zu sehr im Vordergrund gestanden habe, und wünschte sich, dass auch künftig mehr Menschen ins Winterthurer Museum gingen, schliesslich gehöre zur permanenten Ausstellung «auch Albert Ankers ‹Kinderkrippe›, die es durchaus mit dem ‹Schulspaziergang› desselben Malers aus der Sammlung Christoph Blochers aufnehmen kann». Eine Abbildung der Kinderkrippe wurde dem Artikel demonstrativ vorgesetzt.
Das Bild gilt als besonders geeignet für die Kunstvermittlung an Primarschulen, «da das Dargestellte bis in alle Einzelheiten erkennbar ist und die dargestellten Tätigkeiten im täglichen Leben eine grosse Rolle spielen».